# Ordine del Liberatore
L'Ordine del Liberatore (in spagnolo Orden del Libertador) è la seconda onorificenza in ordine di importanza dello stato del Venezuela.

## Storia
L'ordine cavalleresco è dedicato alla memoria del generale Simón Bolívar e assieme all'Ordine di Simón Bolívar venne fondato con l'intento di celebrare l'indipendenza ottenuta nell'Ottocento dagli stati del Sud America. Bolívar fu un generale liberatore dal giogo
coloniale spagnolo e fondatore del moderno stato sudamericano.
La fondazione dell'Ordine ebbe luogo il 14 settembre 1880 in occasione dei 50 anni della morte del generale Bolívar. Venne stabilito che esso servisse come ricompensa per i funzionari civili o militari che si fossero distinti a favore del proprio Paese o della propria comunità.

## Classi
L'ordine dispone delle seguenti classi di benemerenza:
- Gran Collare
- Gran Cordone
- Grand'Ufficiale
- Commendatore
- Ufficiale
- Cavaliere

| Nastri    |           |              |                 |              |              |
| Cavaliere | Ufficiale | Commendatore | Grand'Ufficiale | Gran Cordone | Gran Collare |

## Insegne
- La medaglia dell'Ordine è composta da un ovale centrale circondato da 30 raggi argentati che da esso fuoriescono. L'ovale riporta un ritratto a mezzo busto del generale Simón Bolívar rivolto verso destra in oro a sbalzo, circondato da una fascia smaltata di blu con inciso in oro "SIMON BOLIVAR" e sotto il volto due rami d'alloro incrociati.
- La placca è composta da una stella raggiante d'argento a 16 raggi con al centro dei raggi più piccoli in oro, riportanti un ritratto in oro del generale Bolívar a sbalzo, attorniato dall'anello smaltato di blu con inciso in oro "SIMON BOLIVAR" e sotto al volto i due rami d'alloro incrociati. Si porta sul lato sinistro del petto.
- Il nastro riprende i colori della bandiera venezuelana: è composto da tre strisce, una gialla, una rossa e una blu.

## Onorificenze assegnate
Alcune personalità che hanno ricevuto l'Ordine del Liberatore

### Gran Collare
- Mahathir Mohamad[1]
- Néstor Kirchner
- Michelle Bachelet
- Rafael Caldera
- Mohammad Khatami
- Dmitrij Anatol'evič Medvedev
- Enrique Calderón
- Mahmoud Ahmadinejad
- Raúl Castro
- Bashar al-Asad
- Rafael Correa
- Muʿammar Gheddafi
- Xi Jinping
- Recep Tayyip Erdoğan